# Leopold von Auersperg

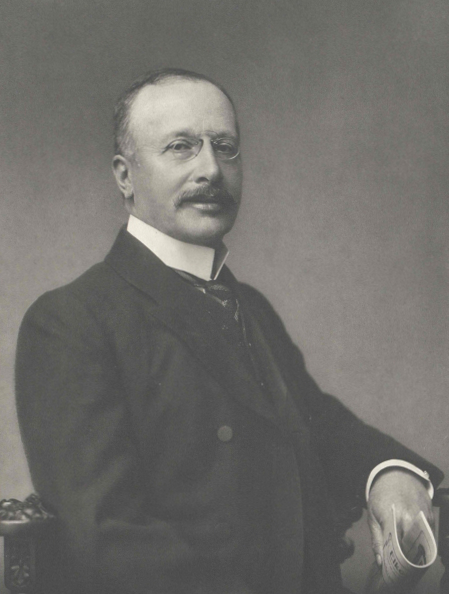
Leopold von Auersperg

Leopold Graf von Auersperg (* 16. Mai 1855 in Pest; † 23. Februar 1918 in Baden, Niederösterreich) war ein österreichischer Politiker, Ackerbauminister und Mitglied des Herrenhauses im österreichischen Reichsrat.

## Biografie
Leopold Wolfgang Albert Graf von Auersperg kam als Sohn des Grafen Wolfgang Gottfried Leopold von Auersperg (1818–1893) und dessen jüdischer Ehefrau Marianne geborene Freiin von Neuwall (1831–1908) zur Welt. Graf Leopold hatte zwei Geschwister: die um drei Jahre ältere Schwester Augusta Franziska (1852–1942) sowie einen dreizehn Jahre jüngeren Bruder, Anton Alexander (1868–1924).
Er studierte Rechtswissenschaft und war dann im Staatsdienst tätig. Von 1886 bis 1890 war er Bezirkshauptmann von Lilienfeld, dann bis 1905 Bezirkshauptmann von Baden. Seiner Ehe mit Wilhelmine Hanny (1873–1955) entsprangen zwei Kinder: Tochter Anna Maria (1897–1977), verheiratet mit Hugo Arthur Graf Henckel von Donnersmarck sowie Sohn Ferdinand Johann (1906–1944), verheiratet mit Maria von Kink (* 1919). Durch die Heirat seiner Tochter Anna Maria mit dem Grafen Henckel von Donnersmarck ergab sich auch ein Naheverhältnis zum Fürstlichen Hause Starhemberg: Eine Schwester des späteren Vizekanzlers und Bundesführers der Vaterländischen Front im Ständestaat Ernst Rüdiger Starhemberg ist die Schwiegermutter von Auerspergs Tochter Anna Maria.
Im Jahre 1905 wechselte Auersperg als Sektionschef ins Handelsministerium. Von 1906 bis 1907 war er Ackerbauminister im Ministerrat Beck. Sein Vorgänger war Ferdinand de Longueval, sein Nachfolger Alfred Ebenhoch. Nach seiner Demission ernannte Kaiser Franz Joseph Graf Auersperg zum lebenslangen Mitglied des Herrenhauses im Reichsrat.